# Sluneční hodiny

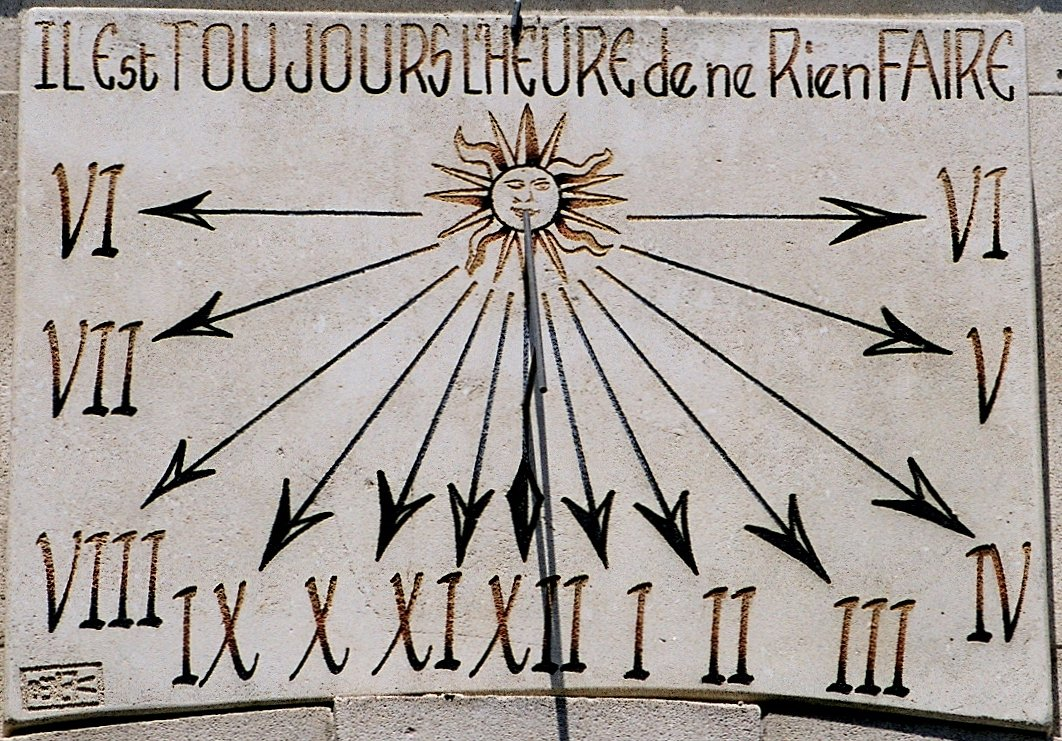
Sluneční hodiny

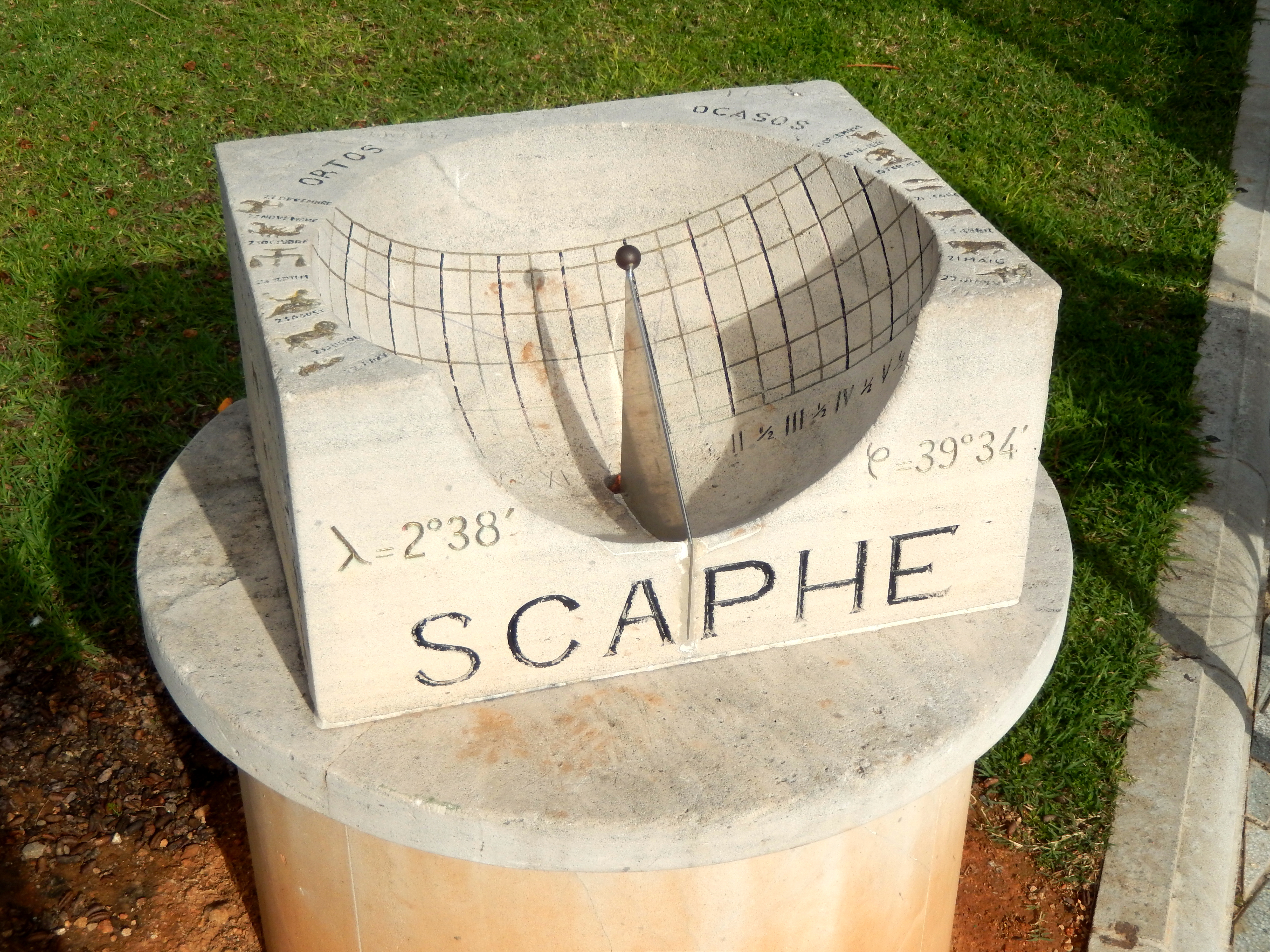

Sluneční hodiny jsou zařízení pro určování času v závislosti na zdánlivém pohybu Slunce.
Sluncem ozařovaný předmět vrhá stín a podle aktuální pozice stínu lze určit čas. Určování času je matematicky odvozeno z kombinace dvou základních pohybů Země a Slunce. Z pravidelné rotace Země kolem své osy (čas v rozmezí dne) a z rotace země kolem slunce (rozmezí roku). Představují pravděpodobně nejstarší a zároveň i nejvíce rozšířené hodiny z elementárních (tedy přírodních živlů využívajících) časoměrných přístrojů, k nimž dále řadíme hodiny přesýpací, vodní, olejové i jiné. Většina typů slunečních hodin má číselník od 6:00 až po 18:00. Čísla jsou většinou římská. První sluneční hodiny byly sestaveny pravděpodobně již před sedmi tisíci lety.

## Historie

### Nejstarší historie

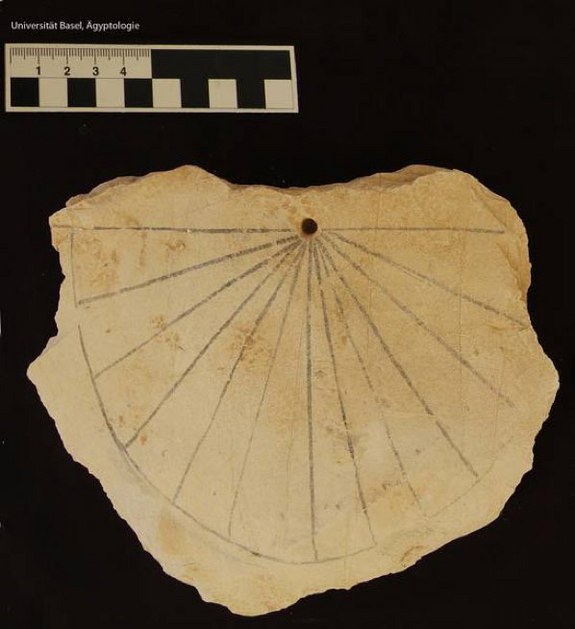
Ciferník slunečních hodin ze starověkého Egypta, nalezený v Údolí králů (přibližně 1500 př. n. l.)

Jako prvotní ukazatel slunečních hodin sloužil velice pravděpodobně dřevěný kolík zaražený kolmo do země. Ten byl následně nahrazen opracovaným kamenem – gnómonem.
Nejstarší sluneční hodiny jsou známy z archeologických vykopávek v Knowthu (Irsko, středo-východ). Pocházejí přibližně z roku 5000 př. n. l. Kolem roku 3500 př. n. l. se už používaly v Egyptě, Babylonii, Indii a Číně obelisky, sloužící jako gnómon.
V letech 2000–1500 př. n. l. je prokázáno používání Egyptských stínových hodin (pravděpodobně první přenosný typ). Počátek jejich historie je možné nalézt v Egyptě druhého tisíciletí př. n. l., kdy vznikaly dřevěné, kovové i kamenné hodiny. V podstatě se jednalo o vodorovná pravítka s hodinovými ryskami a kolmo nasazenými vodorovnými ukazateli na jednom konci. Později, v helénistické době byly opatřovány ryskami pro různé roční doby. Jako přenosné byly používány i menší varianty skafé.

### Starověké Řecko
Předpokládá se, že staré Řeky seznámil s konstrukcí slunečních hodin Anaximandros z Milétu kolem roku 560 př. n. l. Podle Herodota staří Řekové získali znalost slunečních hodin od Babylóňanů, a celou vědu týkající se konstrukce a znalosti slunečních hodin dále rozvíjeli. Umožňovaly jim to pokročilé znalosti matematiky a geometrie, a speciálně znalosti kónického řezu jako je hyperbola, parabola a elipsa, což jsou křivky vykreslované nodem. Theodosius z Bithynie (160–100 př. n. l.) matematik a astronom, představil řeckému světu sluneční hodiny které mohou být použity na kterémkoliv místě na Zemi. Dále bylo časté použití hodin vertikálních, s vodorovným ukazatelem – stylusem, a číselníkem temporálních hodin. Příklad můžeme vidět na athénské Věži větrů, postavené v letech 50 až 41 př. n. l.

### Starověký Řím
Roku 25 př. n. l. římský autor Vitruvius sepsal všechny známé typy slunečních hodin v VIII knize jeho svazku "Deset knih o architektuře" (De architectura libri decem) a uvedl je spolu s jejich řeckými vynálezci. Všechny z nich pravděpodobně používaly nodus a lišily se pouze v povrchu na který dopadal stín.
Deset knih o architektuře obsahovalo:
- Hemicyclum od Berosuse Chaldézského: oříznutý, konkávní, polosférický povrch
- Hemisférium nebo skafé od Aristarchuse ze Sámu: plný, konkávní, polosférický povrch
- Discus (disk na rovném povrchu) od Aristarchuse ze Sámu: Celokruhový rovníkový ciferník s nodem
- Arachne (Pavoučí síť) od Eudoxuse z Cnidu nebo od Apolloniuse z Pergy: Polokruhový rovníkový ciferník s nodem
- Plinthium nebo Lacunar od Scopinase ze Syrakůs: jako příklad těchto hodin odkazuje na římský Circus Flaminius.
- Pros ta historoumena (Univerzální hodiny) od Parmeniho
- Pros pan klima od Theodosiuse z Bithynie and Andrease
- Pelekinon od Patrocla: klasický design dvoubřité sekery (dvou hyperbol natocenými proti sobě vrcholy)na dvojrozměrném povrchu.
- Dyonisodorův kužel: konkávní, kuželovitý povrch
- Quiver (toulec) od Apollonia z Pergy
- Conarachne
- Konické Plinthium
- Antiboreum : polokoule, hemisféra směřující k severu , do níž vstupuje sluneční světlo skrz malý otvor.

Římané si osvojili konstrukci a využití slunečních hodin od Řeků natolik, že si Plautus v jedné ze svých her stěžuje, že jeho den je rozsekán na kousky těmi všudypřítomnými slunečními hodinami.
Největší sluneční hodiny antického světa tzv. „Solarium Augusti“ postavili Římané v Římě kolem roku 10 př. n. l. Jednalo se velkou plochu s 30metrovým obeliskem z červené žuly uprostřed, mramorovými chodníky a pozlacenými bronzovými linkami uvnitř plochy určujícími jednotlivé časové údaje.
Z roku 38 n. l. pochází známý římský obelisk umístěný na náměstí svatého Petra vysoký 35,5 m, který sem nechal dopravit z Héliopole (nedaleko dnešní Káhiry) císař Caligula. Taktéž archeologické práce prováděné na římském náměstí del Popolo, kde se nachází obelisk egyptského původu ze 12. století př. n. l. o výšce 36 m, odhalily rozsáhlý, urbanisticky pojatý číselník.

### Evropa prvního tisíciletí

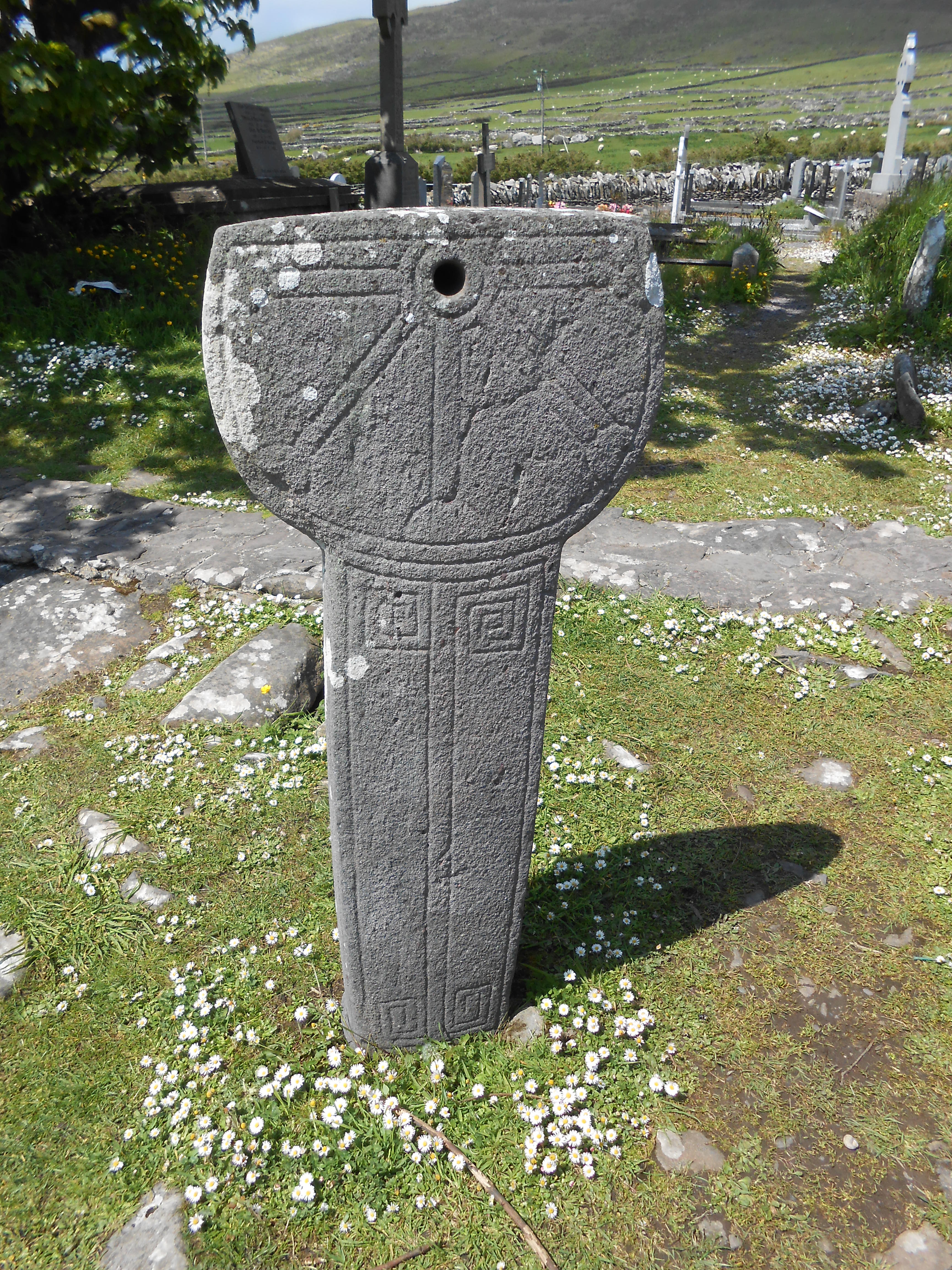
Kámen tvořící ciferník slunečních hodin z poutního místa Kilmalkedar v irském hrabství Kerry (přibližně 7. století n. l.)

Objev polosu (ukazatele paralelního s osou otáčení země) bývá datován do 1. století n. l. Po několika stech letech však upadl v zapomnění.
Kolem roku 605 nařídil papež Sabinianus instalování slunečních hodin na kostelech. Následně se začínají na zdech křesťanských kostelů a klášterů objevovat sluneční hodiny opět s horizontálním ukazatelem a dělením dne na 4, 8 nebo 10 částí. Nejstarší hodiny tohoto typu na území Německa, nacházející se na zdi kostele sv. Michala ve Fuldě, nechal zhotovit roku 822 opat Hrabanus Maurus.
Do roku 800 n. l. se datují nejstarší sluneční hodiny v Anglii (pomineme-li ty v Knowthu), za něž je považován tzv. „Bewcastle Cross“, v Cumbrii na severozápadě Anglie. Ciferník je rozdělen na 4 části pracovního dne, které ovlivňovaly vikingy a jejich námořní kulturu.

### Sluneční hodiny a islámský svět
Řecké ciferníky byly dále převzaty a zdokonalovány Islámskou kulturou a v Evropě v období post-renesance.
Řecké hodiny využívaly nodu a přímých hodinových přímek, tudíž zobrazovaly nepřesný čas. Říká se mu „Temporární čas“. Tzn. čas, který se mění podle ročního období. Každý den byl rozdělen do 12 stejných úseků, a tudíž hodina ukazovaná takovými hodinami byla v zimě časově kratší než skutečná délka hodiny. Naopak hodina zobrazená v létě byla časově delší. Takovéto hodiny měřily přesně tedy jen a pouze při dnech rovnodennosti. Aby se odstranil tento problém, zdokonalil roku 1371 n. l. Abu'l-Hasan Ibn al-Shatir hodiny tím, že směr gnómonu změnil ze směru „kolmého na povrch umístěni“ na „směr daný osou rotace země“, tudíž směřující k Polárce. Toto významné vylepšení bylo dáno také tím, že al-Shatir využil velkého pokroku v trigonometrii učiněném Muhammadem ibn Jabir al-Harrani al-Battani (Albategni). Ibn al-Shatir si uvědomil, že použití gnómonu, který je paralelní na osu rotace země, umožní vytvořit sluneční hodiny, které budou zobrazovat stejně dlouhé úseky hodiny během jakéhokoliv dne v roce. Jeho hodiny jsou nejstaršími polárními hodinami, které se dochovaly. Tento koncept se později začal objevovat u slunečních hodin na západě, nejméně od roku 1446.

### Evropa renesanční
Francouzský astronom Oronce Finé roku 1524 n. l. zkonstruoval sluneční hodiny ze slonoviny. V roce 1525 Albrecht Dürer v Norimberku vydal pojednání "Underweysung der Messung mit dem Zirckel und Richtscheyt". Zde názorně popisuje konstrukci ciferníku horizontálních i vertikálních slunečních hodin za použití pravítka a kružidla. Kniha obsahuje i jeho vlastní návrh slunečních hodin na desetistěnu.
V Evropě se začaly šířit v 16. století různé typy přenosných a kapesních hodin po rozšíření kompasu v polovině 16. století.
Oblíbené byly např. cestovní rovníkové z mosazi, též cestovní diptychové (neboli destičkové) ze slonoviny, případně levnější varianty ze dřeva, dále stolní horizontální z mosazi či ušlechtilejších druhů kamene.
Roku 1570 n. l. italský astronom Giovanni Padovani publikoval traktát, kde zpracoval postup výroby a následné umístění, jak horizontálních tak vertikálních slunečních hodin.
Dále roku 1620 n. l. Giuseppe Biancani napsal "Constructio instrumenti ad horologia solaria", kde popsal, jak vytvořit sluneční hodiny i s připojenými ilustracemi.

### Soumrak praktického používání slunečních hodin
Rozvoj průmyslu, manufaktur, cestování a jiných oborů lidské společnosti vyžadoval stále větší nutnost využívání přesnějších způsobů měření času a také kladl větší nároky na jeho mobilitu. Potřebnost slunečních hodin postupně klesala v souvislosti se zdokonalováním mechanických kolečkových hodin, avšak ještě dlouho byly využívány například k seřizování věžních hodin. Skutečný soumrak praktického používání slunečních hodin však znamenala dohoda o zavedení pásmového času na konferenci ve Washingtonu v roce 1884. (Na českém území byl pásmový čas zaveden od 1. 1. 1912). Dnes mají sluneční hodiny spíše funkci dekorativní než užitnou, měří totiž tzv. pravý sluneční čas, který se od středního slunečního času může lišit až o +16 minut nebo −12 minut (viz časovou rovnici).

## Části slunečních hodin
- Stylus, stylos – obecně ukazatel

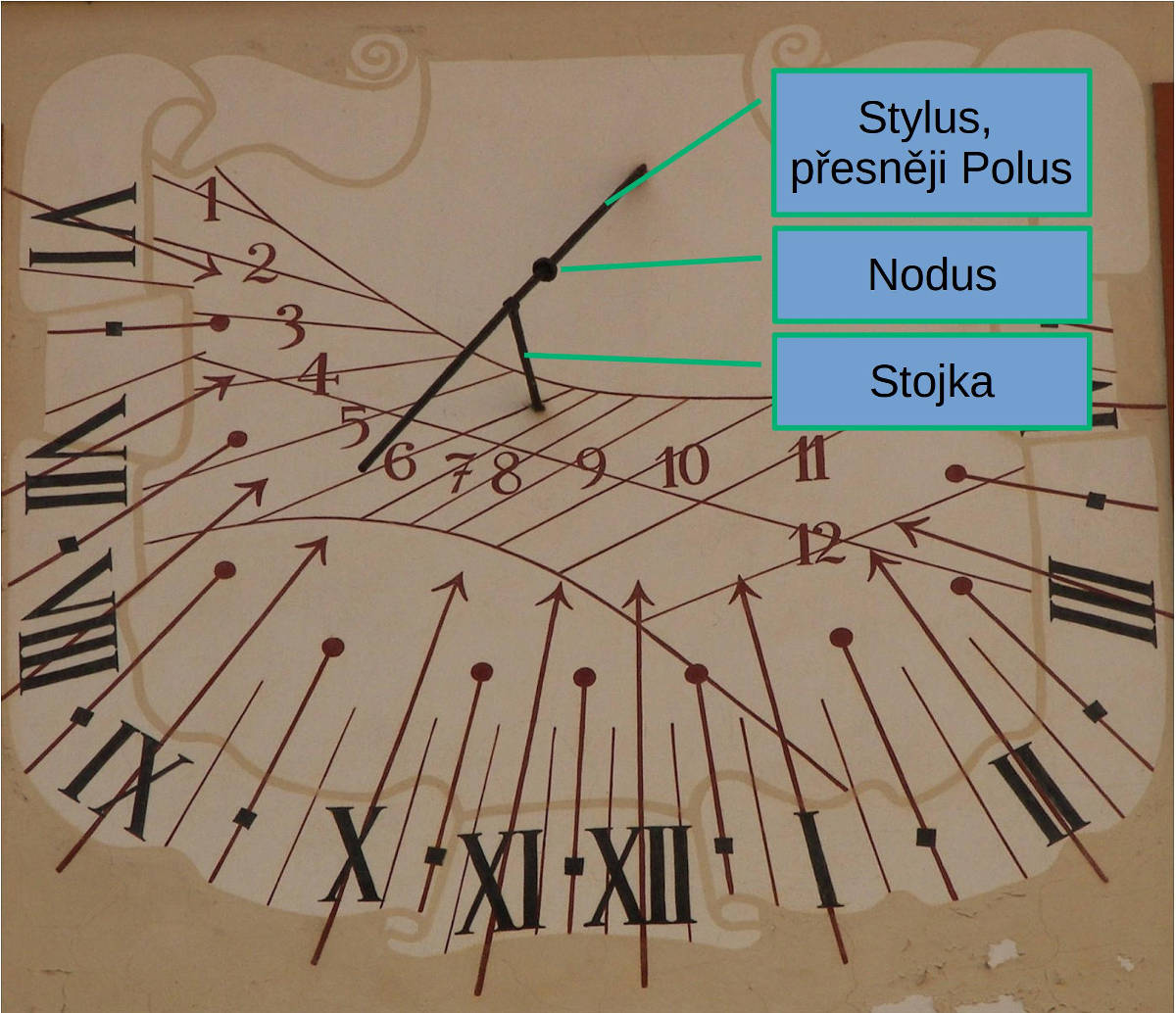
Základní části slunečních hodin

- Gnómon – ukazatel kolmý k rovině číselníku, přesněji číselníku vodorovných slunečních hodin, protože u rovníkových SH je číselník vždy kolmý na stylus, přesto se obvykle za gnómon neoznačuje.

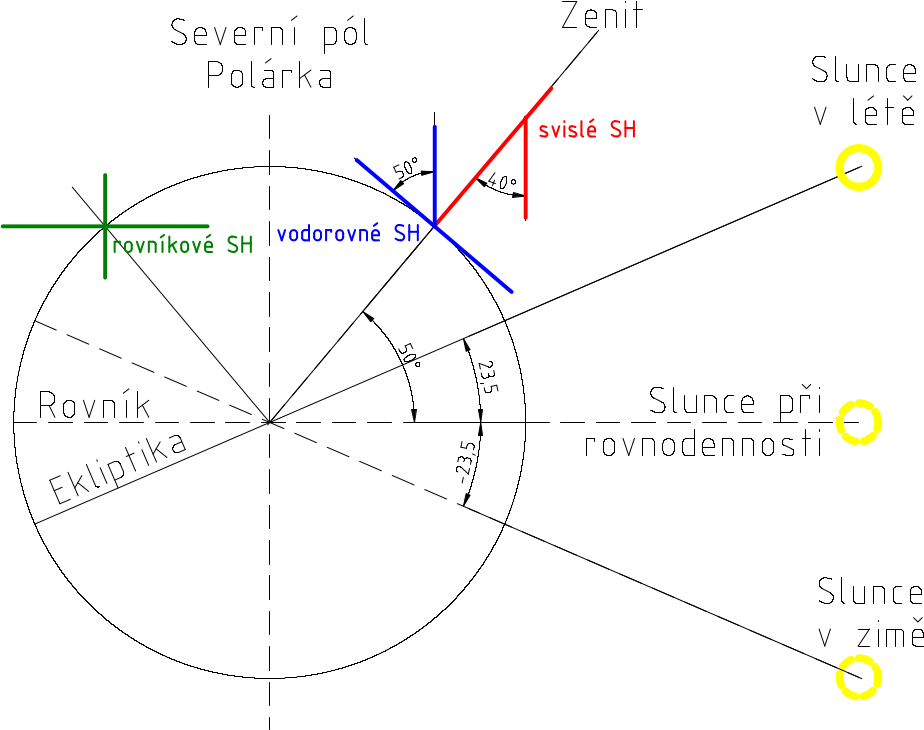
Polus je ukazatel slunečních hodin, který je rovnoběžný s zemskou osou. Sluneční hodiny s polem, pak můžeme rozdělit do tří typů podle toho, jak mají orientovaný ciferník - na vodorovné (na zemi), svislé (na stěně) a rovníkové s ciferníkem navlečeným kolmo na polus. U rovníkových hodin však svítí Slunce na ciferník v létě ze severu, "shora", v zimě "zdola", z jihu

- Polos, polus – ukazatel rovnoběžný se zemskou osou, tzn. vždy leží ve svislé severo-jižní rovině a s vodorovnou rovinou svírá úhel rovný zeměpisné šířce stanoviště, a to nezávisle na orientaci plochy číselníku. Polos se používá u vertikálních slunečních hodin ve formě tyčky zakončené zpravidla kuličkou – nodem. Časové i kalendářní údaje určuje nikoliv směr stínu, ale pouze poloha stínu nodu na číselníku.
- Nod, nodus – kulička (nebo jinak umělecky ztvárněná část ukazatele), jejíž stín ukazuje časové nebo kalendářní údaje.
- Číselník, ciferník – plocha, na kterou se promítá stín stylu. Název se odvozuje od faktu, že obsahuje číslice hodin - cifry.

## Princip slunečních hodin
Planeta Země provádí dva důležité pohyby, rotaci kolem své osy a oběh kolem Slunce. Otáčí-li se Země kolem své osy, způsobuje tím zdánlivý oběh Slunce od východu k západu. Během roku si můžeme všimnout, že zdánlivá dráha Slunce po obloze se během roku mění. Toto je způsobeno eliptickou oběžnou dráhou Země kolem Slunce, kdy Slunce je v jednom jejím ohnisku. Vzdálenost Země od Slunce se tedy během roku mění, nejmenší je v periheliu, největší v afeliu. V důsledku 2. Keplerova zákona se Země pohybuje nejrychleji v periheliu a naopak nejpomaleji v afeliu. Navíc zemská osa není k rovině zemské dráhy kolmá, ale je od kolmice odkloněna přibližně o 23,5°. Z obou těchto příčin vyplývá, že délka hodiny na slunečních hodinách se během roku mění.
Sluneční hodiny udávají zpravidla pravý sluneční čas místního poledníku. Hodinky ukazují středoevropský čas, tzn. čas 15. poledníku, procházejícího například městy (Český Dub či Jindřichův Hradec, a to jen v zimě a přibližně. Jsme-li tedy od 15. poledníku o jeden stupeň na východě (třeba Holice, Velké Meziříčí), musíme si od času slunečních hodin 4 minuty odečíst, na západě (např. Nižbor, Příbram) pak přičíst. Otáčí-li se Země kolem své osy asi jednou za 24 hodin, můžeme světovou sféru rozdělit na 24 dílů hodinovými kružnicemi, které budou procházet póly. Protože plnému úhlu 360° sluneční dráhy během dne odpovídá 24 hodin, připadá na 1 hodinu úhel 15°.

### Zdánlivý pohyb slunce
Pochopení principu slunečních hodin je nejsnazší a nejjednodušší na středověkém modelu pohybu Slunce.
Bylo vědou prokázáno, že Země rotuje kolem své osy a otáčí se na eliptické dráze kolem Slunce.
Nicméně k získání těchto detailních znalostí bylo třeba astronomického pozorování a fyzikálních experimentů. Pro navigaci a účely návrhu slunečních hodin je výborným zjednodušením a ulehčením předpokládat, že se Slunce otáčí kolem statické Země uvnitř celestiální sféry (koule), která rotuje každých 23 hodin a 53 minut kolem její celestiální osy (přímka vytyčena mezi celestiálními póly).
Pokud celestiálnní osa je shodná s osou Země, pak její úhel s lokální rovinou se rovná lokální geografické zeměpisné šířce. Zatímco hvězdy jsou v této celestialní sféře statické a neměnící svou pozici, slunce se pohybuje po celestiánské sféře, mající v létě pozitivní sklon (deklinaci), v zimě negativní sklon (inklinaci), a mající přesně nulový sklon v den rovnodennosti (tzn. Slunce je na celestiánském rovníku). Trasa Slunce po celestiánské sféře je známá jako ekliptika a prochází všemi 12 znameními zvěrokruhu během jednoho roku.
Takovýto model slunečního pohybu pomůže lépe pochopit princip slunečních hodin. Jestliže stín-vrhající ukazatel je shodný s celestiánskými póly, pak jeho stín se otáčí stejnou rychlostí a tato rotace se nebude měnit díky ročním období.
Výše popsaný princip je ten nejznámější design a v takových případech i stejné množství hodinových čar je používáno během celého roku. Hodinové čáry jsou rozděleny pravidelně, pokud povrch na který dopadá stín, je buď kolmý (stejně jako rovníkové sluneční hodiny), nebo kruhově symetrický kolem ukazatele (stejně jako v armilární sféře, kdy výraz „armilla“ je název pro „model celestiální sfery“). V ostatních případech nejsou mezery mezi dílky stupnice rozloženy pravidelně, dokonce i když stín rotuje rovnoměrně, a tudíž stupnice číselníku musí být upraveny odpovídajícím způsobem. Paprsky světla které dopadají na vrchol ukazatele, nebo procházející úzkou štěrbinou, vykreslují kužel který je souosý s póly celestiánské sféry. Odpovídající bod světla nebo vrcholek stínu který dopadne na plochý povrch, znázorní kuželovitý úsek podobný hyperbole, elipse, nebo (na severním nebo jižním pólu) kruhu. Tato kuželovitá část je výsledkem protnutí kužele paprsků světla s plochým povrchem. Tento kužel a jeho kuželovitá část se mění podle sezóny tzn. dle toho jak se mění sklon (deklinace/inklinace) Slunce. Tudíž sluneční hodiny které využívají tohoto pohybu světelného bodu nebo vrcholku stínu, mají často rozdílné číselníky pro různé roční období (jako např. Sluneční hodiny v podobě Pastýřské Hole, Sluneční hodiny jako prsten a vertikální gnómon jako obelisk).

### Rovnoměrný čas vs. pravý sluneční čas a jeho korekce

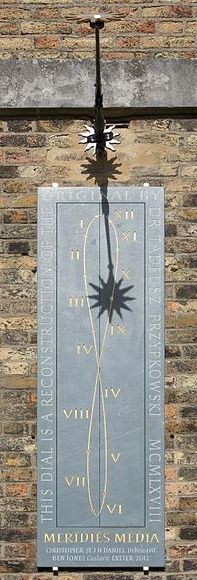
Změna polohy polední značky na ukazateli v Královské greenwichské observatoři je daná časovou rovnicí, popisující odchylku rovnoměrného a pravého slunečního času

Sluneční hodiny ukazují lokální sluneční čas (pokud nejsou jakkoliv upraveny). K získání rovnoměrně plynoucího standardního času je třeba na nich provést tři základní korekce.
1. Sluneční čas je třeba upravit s ohledem na zeměpisnou délku místa kde jsou sluneční hodiny umístěny a zeměpisnou délku daného časového pásma. Např. sluneční hodiny umístěné na západě (Nižbor, Příbram) od 15 poledníku (Jindřichův Hradec), ale stále ve stejné časové zóně, ukazují pozdější čas než je oficiální čas. Tudíž pakliže jsme v daném časovém pásmu tak čím později budeme mít slunce nad hlavou a čím západněji budeme, tím větší bude rozdíl mezi polednem na našich slunečních hodinách a našich náramkových hodinkách ukazující oficiální čas. Tato korekce je často řešena posunutím stupnice o úhel odpovídající rozdílu zeměpisné délky definované pro dané časové pásmo a skutečnou zeměpisnou délkou odpovídající umístění slunečních hodin.
2. Praxe v přechodu na letní čas a zpět nás nutí posunout údaje stupnice vždy o hodinu. Tato korekce je často řešena očíslováním stupnice dvěma údaji, vždy o hodinu posunutými.
3. Oběžná dráha země kolem slunce není ideální kruh, ale elipsa, a její rotační osa není kolmá k jejímu orbitu (přesný sklon země je 23 stupňů a 27 minut což je 23,45 stupně). Tato fakta pospolu způsobují rozdíly v počítání a zobrazení slunečního času během roku. Tato korekce (která činí maximálně 15 minut) je popsána takzvanou časovou rovnicí. Komplikovanější provedení slunečních hodin takovouto korekci již může zahrnovat, nicméně korekce může být jednoduše řešena přiložením plakety s grafem, který umožní zjistit odchylku pro daný čas připočtením či odečtením potřebných minut k zobrazovanému slunečnímu času na základě data, které sluneční hodiny mohou také ukazovat.

Velké rozměry slunečních hodin mohou usnadnit odečítání podrobných údajů, bez provedených všech tří korekcí ale rovnoměrně plynoucí čas neukazují přesněji než ty menší.

## Rozčlenění typů (kategorizace)
Kategorizace slunečních hodin může být vytvořena mnoha způsoby.

### Způsob zobrazení
Některé sluneční hodiny využívají jako ukazatele času světelný bod nebo světelnou linku, zatímco jiné používají hranu stínu nebo jeho špičku. V prvním případě bod světla ukazující čas může být formován slunečními paprsky jdoucími skrze malý otvor, nebo odrážející se od kulatého zrcátka. Podobně světelná linka může být formována pokud necháme sluneční paprsky procházet tenkým řezem v materiálu nebo je necháme procházet cylindrickými čočkami, které průchozí světlo formují do úzkého pruhu (oproti čočkám sférickým které světlo formují do bodu). V dalším případě, objekt vrhající stín může být nejčastěji proveden jako tenká tyč, nebo jako jakýkoliv objekt s ostrou špičkou nebo rovnou hranou.

### Typy ukazatelů
Ukazatel může být umístěn napevno, nebo může být pohyblivý v závislosti na ročním období. Může být orientován vertikálně, horizontálně, zarovnaný na osu země, nebo také orientován ve všech možných směrech matematicky odvozených.

### Povrch pro zobrazení údajů
Sluneční hodiny používají mnoho typů povrchu pro zobrazení světelného bodu nebo čáry, nebo vrcholku stínu nebo hrany stínu. Rovný povrch je nejběžnější základnou. Ovšem využívají se i neúplné koule, cylindry nebo kužele. Pro zpřesnění odečtu nebo čistě jen pro výraznější estetické ztvárnění jsou využívány i mnohem komplikovanější tvary.

### Přenositelnost
Sluneční hodiny se liší v jejich přenositelnosti, a jejich nutnosti orientace. Umístění mnoha slunečních hodin vyžaduje znalost lokální zeměpisné šířky, přesný vertikální směr (určený vodováhou nebo olovnicí), a směr pravého severu. Znalost těchto všech věcí neplatí v případě „samo-zaměřujících se slunečních hodin” To mohou být například dva ciferníky pracující každý na jiném principu. (Horizontální a analeptické sluneční hodiny, které mohou být připevněny na jednom podkladě a jejich čas je pak shodný pouze v případě že jsou nastaveny a umístěny správně.)

### Podle orientace ciferníku

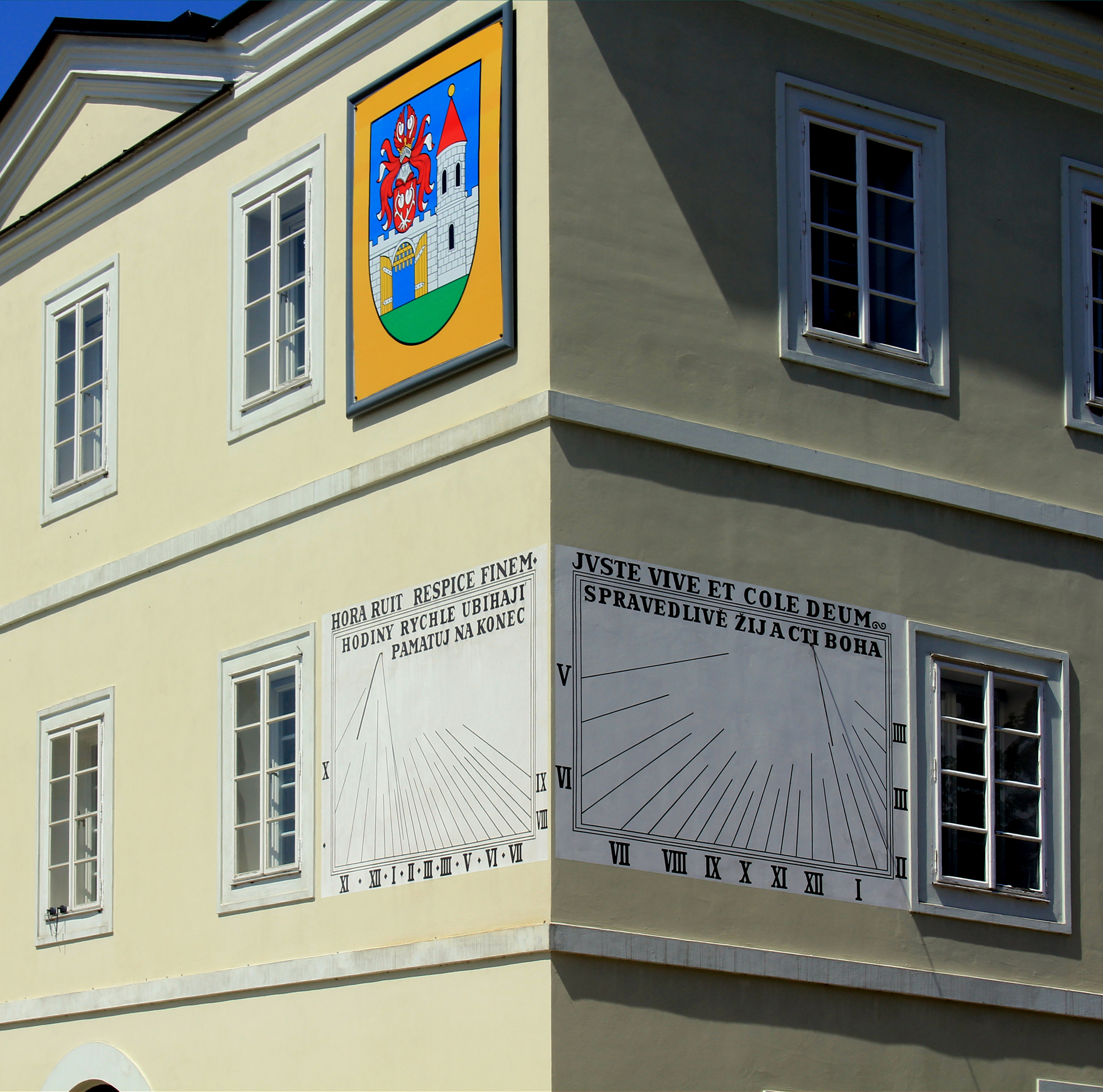
"Dvojité" sluneční hodiny v Novém Městě nad Metují mají jeden ciferník pro dopolední, druhý pro odpolední čas (pohled k severu)

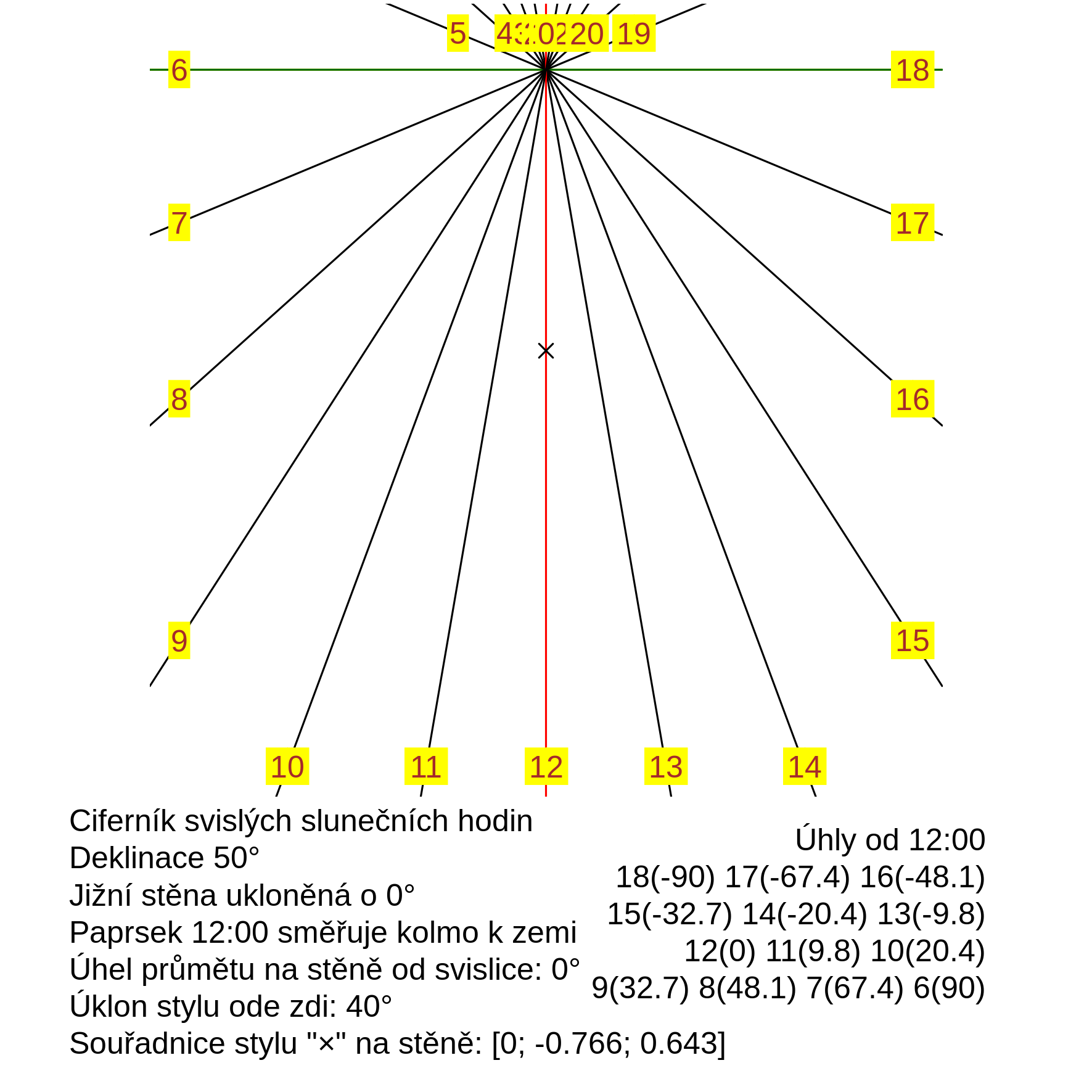
V ČR je kvůli deklinaci (okolo 50°) svislý ciferník na jižní straně symetricky deformován. 12ː00 (13ː00 LČ) směřuje svisle dolů k zemi.

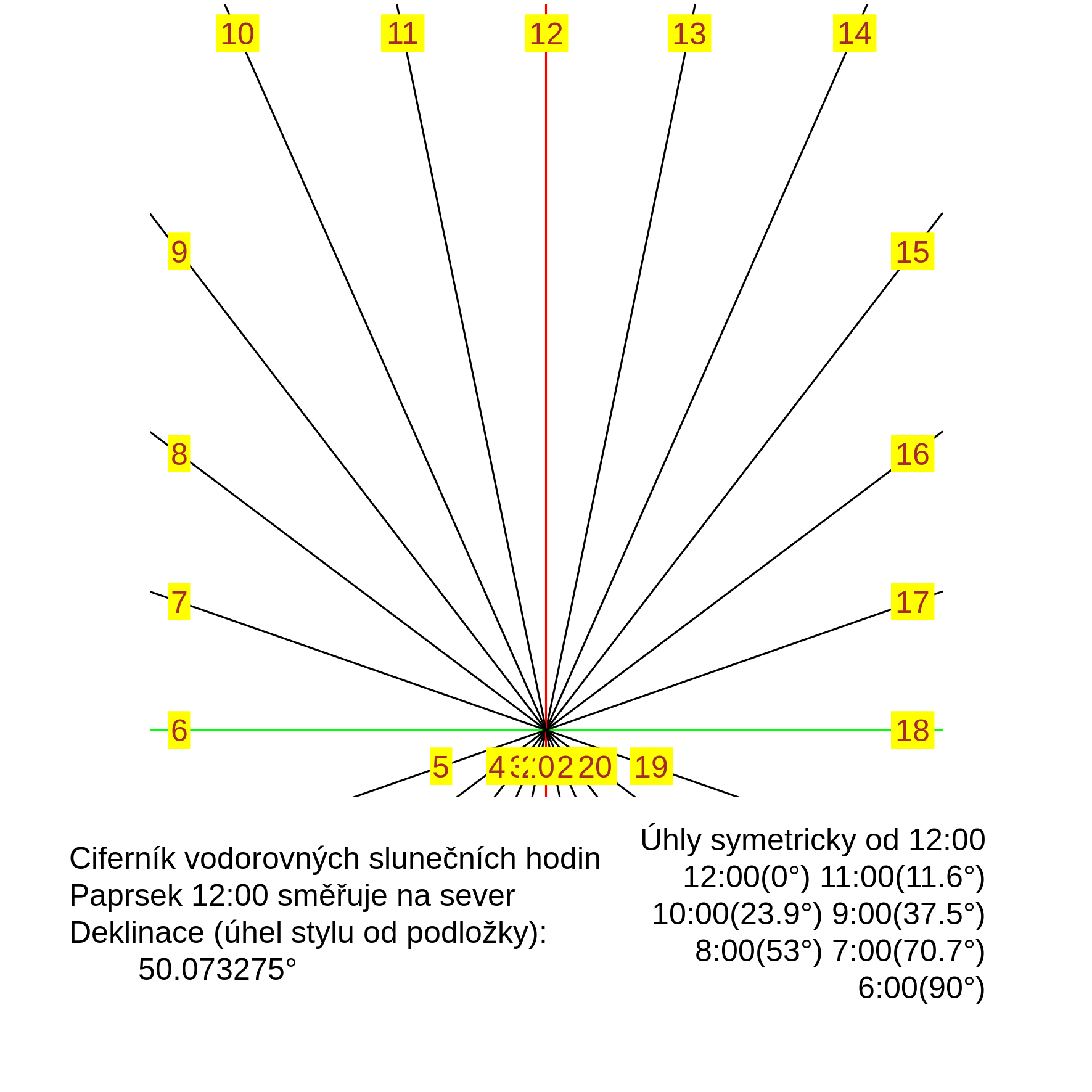
V ČR je kvůli deklinaci (okolo 50°) vodorovný ciferník symetricky deformovaný. Poledne (12ː00; 13ː00 LČ) ukazuje na sever.

Ciferník může být orientován vůči zemi svisle (poledne je kolmo k zemi) či vodorovně (poledne směřuje k severu). Může být rovnoběžný s rovníkem (ekvatoriální), pak polus vystupuje kolmo z ciferníku, který je nakloněný vůči zemi. Na plochý rovníkový ciferník svítí Slunce v létě seshora, v zimě zdola, okolo rovnodennosti na něj nepadá prakticky žádný stín, protože Slunce obíhá právě v rovině rovníku. Kvůli těmto nevýhodám jsou populární ciferníky ve tvaru armilární sféry, pak má podobu buď sférických kruhů, nebo nejjednodušeji válce okolo polu.

## Sluneční hodiny v České republice
V České republice je v současné době více než 4 300 slunečních hodin různých druhů, typů a stáří (k roku 2014 to bylo dle jisté databáze 3344).
Nejstarší dochované sluneční hodiny lze nalézt na chrámu sv. Bartoloměje v Kolíně. Na vystouplém kameni, otesaném ideálně k jihu, se dochovalo torzo hodin z přelomu čtrnáctého a patnáctého století. Dvoje hodiny byly vytesány o několik desetiletí později (snad kolem roku 1500) do opěrných pilířů kostela sv. Jakuba v Telči. Ze stejného období pochází další dvojice slunečních hodin umístěná na opěrných pilířích kostela sv. Ducha ve Slavonicích.

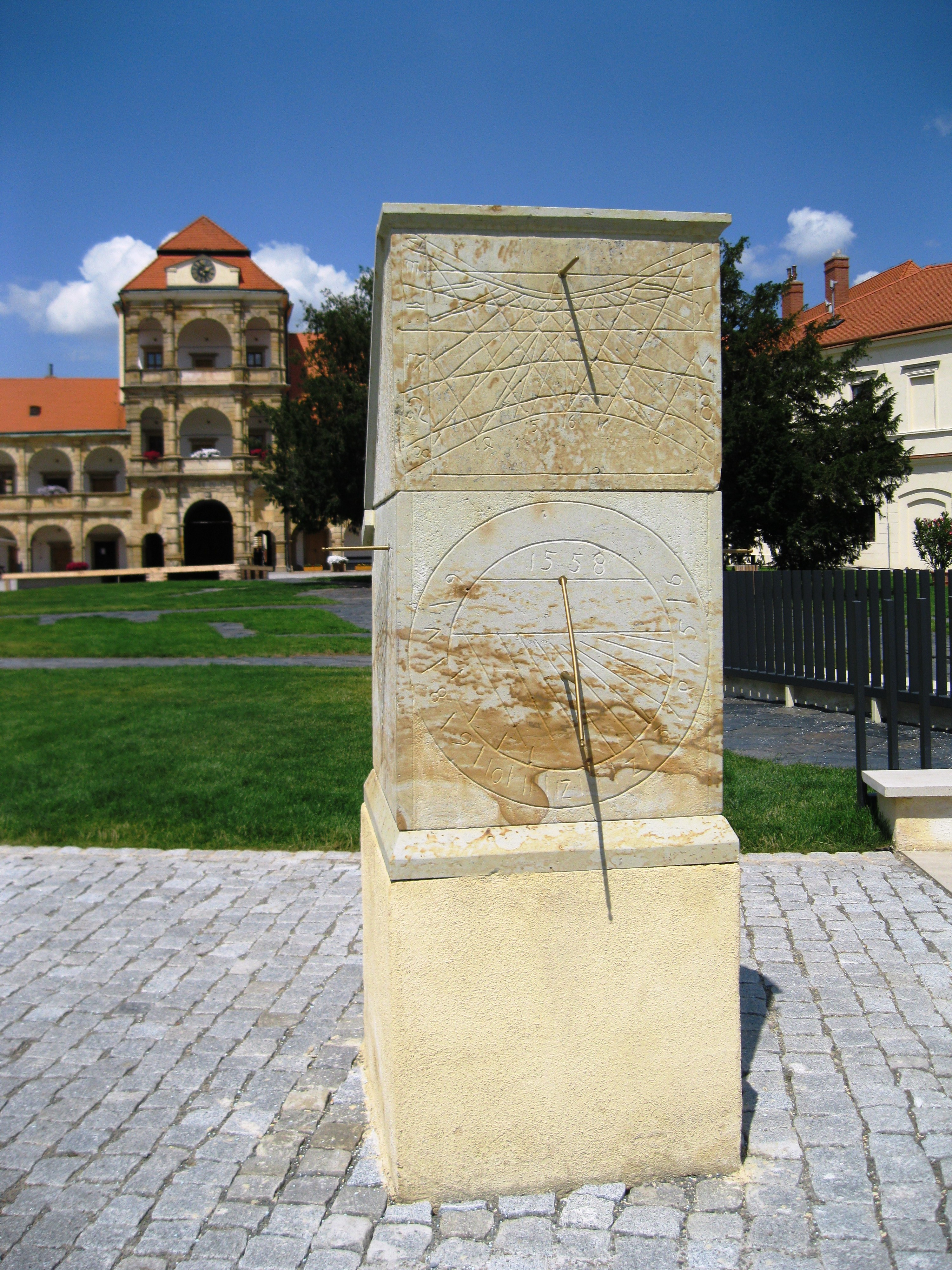
Sluneční hodiny na nádvoří zámku v Moravské Třebové

Zajímavé hodiny jsou dnes umístěny na nádvoří moravskotřebovského zámku. Jedná se o šest ciferníků (pět svislých, jeden rovníkový) umístěných na kamenném sloupku z roku 1558.

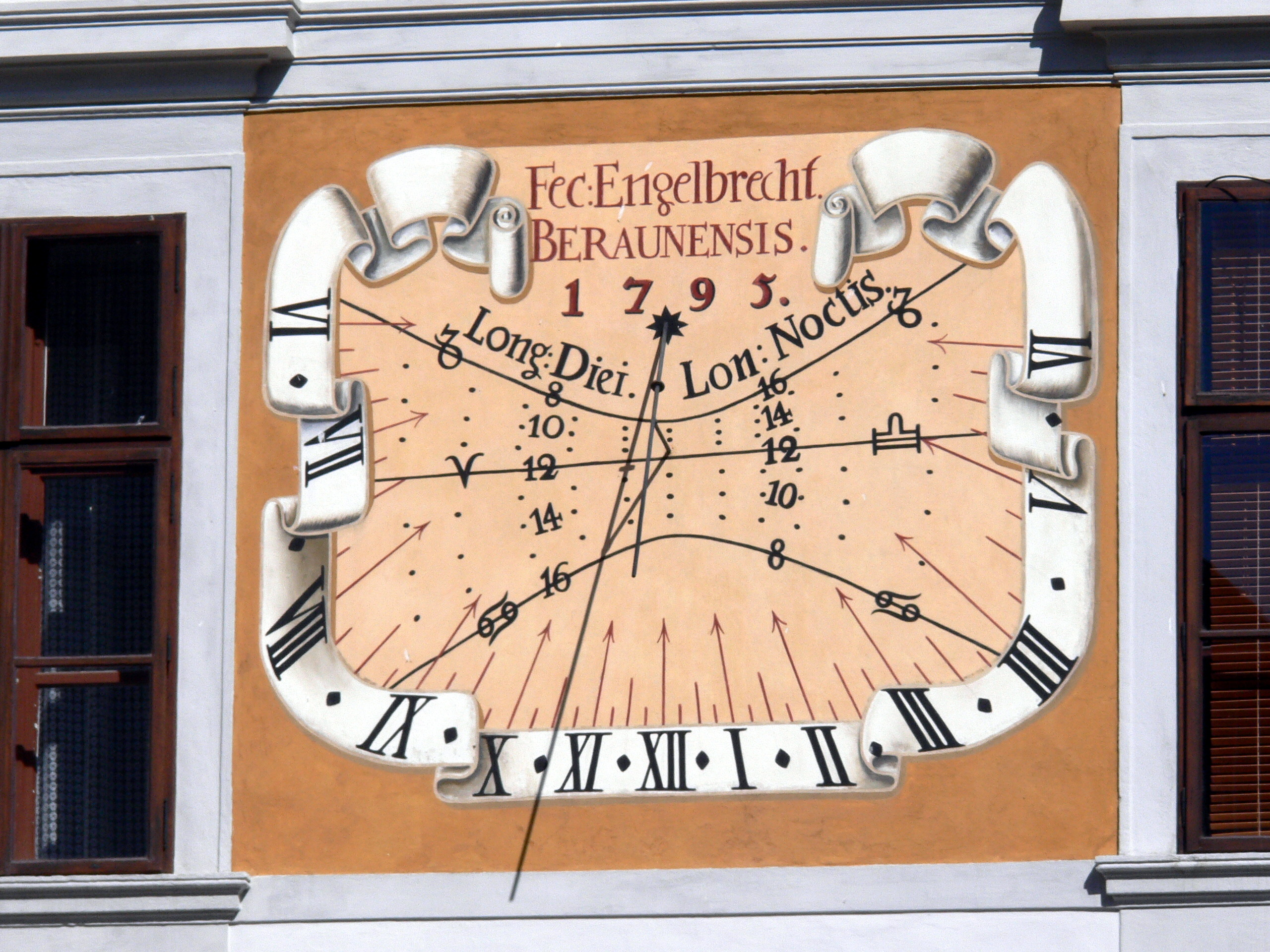
Zámek v Třeboni – sluneční hodiny na druhém nádvoří

Ve větším počtu jsou z období renesance dochovány hodiny se svislým číselníkem umístěným na stěnách budov. Oproti gotickým jsou výtvarně bohatší a mnohdy kombinují několik různých číselníků. Ukazují například hodiny od východu i do západu slunce. Příkladem mohou být hodiny z roku 1600 umístěné na dnešním hotelu Růže v Českém Krumlově.
Baroko na renesanci navázalo jak ve výtvarné výzdobě hodin, tak i v technické náročnosti kombinací několika číselníků do jedné plochy. Takové hodiny, z roku 1795, zdobí jižní stěnu druhého nádvoří třeboňského zámku.
V několika případech je možné setkat se v jednom objektu (např. zámku, klášteře) s několika různými typy a provedeními slunečních hodin, vytvořených v rozsahu několika desetiletí, či staletí. Příkladem může být pražské Klementinum, kde se lze setkat se šestnácti slunečními hodinami. Dvoje nejstarší jsou od roku 1658 na Studentském nádvoří. O desetiletí mladší pak na Révové nádvoří. Nezajímavější ze slunečních hodin jsou štěrbinové v Astronomické věži. V jižní stěně věže je štěrbina, jíž dovnitř, do Kvadrantové síně, dopadá sluneční paprsek na kovové vlákno. V pravé poledne je sluneční kotouček vláknem předělen na polovinu. V minulosti v ten okamžik praporečník na věži dával signál dělostřelcům, kteří z prostoru dnešní Kramářovy vily výstřelem z děla oznamovali pražanům čas poledne.
V devatenáctém století postupně do pozadí ustupovala funkce slunečních hodin coby časoměrných přístrojů a stále více (zvláště po zavedení pásmového času na konferenci ve Washingtonu v roce 1884) do popředí vystupovaly jako estetický, výtvarný prvek doplňující architekturu.

### Sluneční hodiny v Čechách v 21. století
Od začátku jednadvacátého století bylo v České republice realizováno mnoho slunečních hodin různých provedení a principů. Mezi nejproduktivnější sluneční hodináře v Čechách patří jeden ze zakladatelů pracovní skupiny Sluneční hodiny v rámci Astronomické společnosti v Hradci Králové a tvůrce Katalogu slunečních hodin - Miloš Nosek. Ve zmíněném katalogu je udivováno devadesát jím navržených slunečních hodin. Mezi ně patří například analematické sluneční hodiny v Raděticích na Táborsku, či dvojice slunečních hodin na někdejší trafostanici v Zbožíčku na Nymbursku z roku 2012. Byl v roce 2011 spoluautorem zajímavých hodin na budově pobočky Českého hydrometeorologického ústavu v Ústí nad Labem. Tyto hodiny díky laserovému paprsku ukazují hodiny i za dnů, kdy nesvítí slunce, či v noci.
M. Nosek se také podílel na obnově několika historických slunečních hodin. V roce 2011 to bylo při restaurování hodin zdobících od roku 1797 starou radnici ve Dvoře králové. V tom samém roce hodiny na štítě někdejšího zámku v Barchově.
Autorem více než desítky slunečních hodin je další ze zakladatelů pracovní skupiny Sluneční hodiny Miroslav Brož. Je také spoluautorem neopomenutelných válcových výškových hodin na Malém náměstí v Hradci Králové z roku 2007.

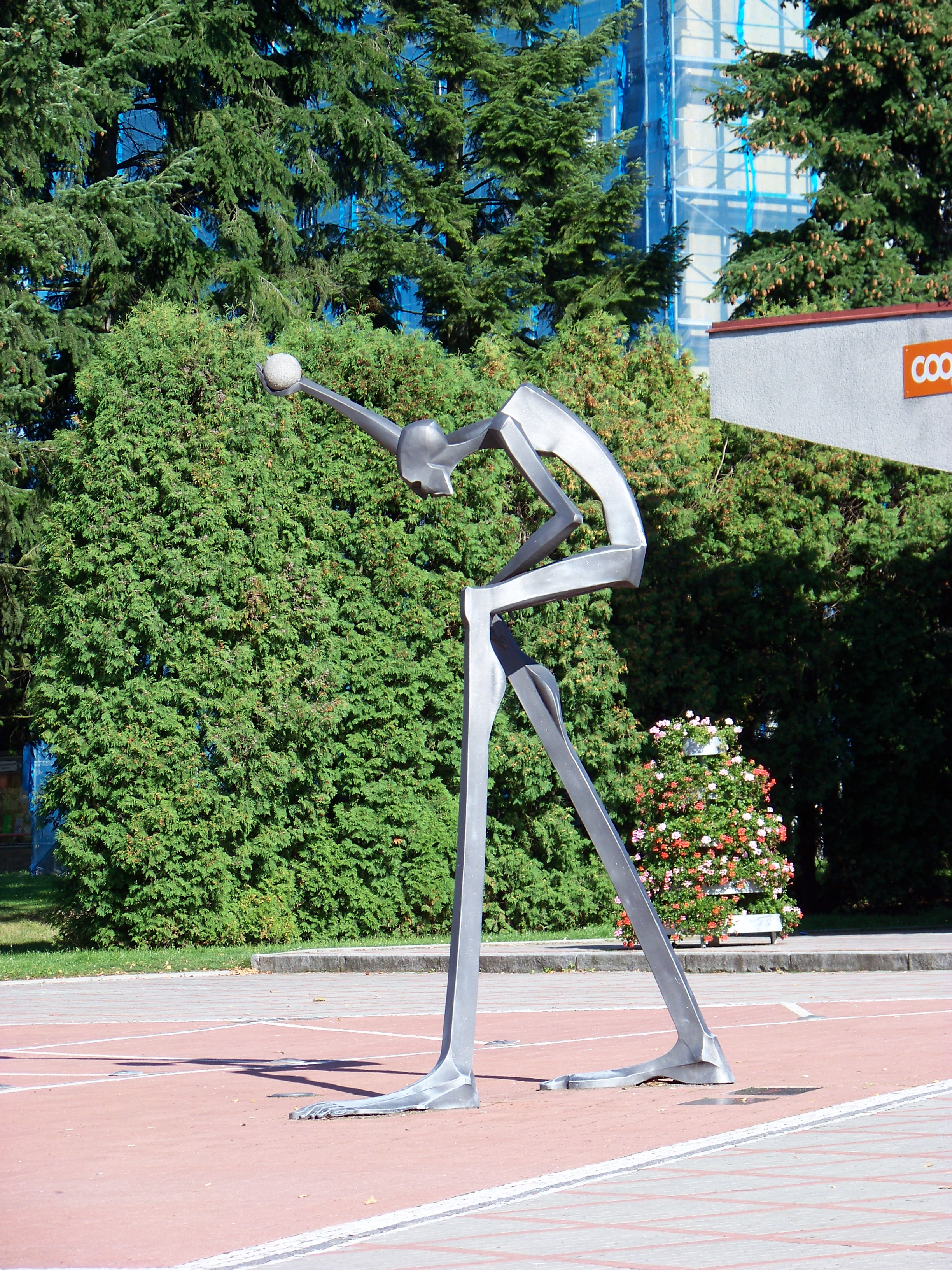
Strážce času na náměstí v Sezimově Ústí

Na mnoha místech jižních Čech se lze setkat se slunečními hodinami navrženými Janem Zemanem. Působivé jsou především hodiny pojmenovávané Strážce času na náměstí Tomáše Bati v Sezimově Ústí jež vytyčil v roce 2005. Je také autorem prvních zemních analematických hodin v Čechách. Hodiny, u nichž je stojící člověk ukazatelem času, realizoval v roce 2002 na prostranství před obecním úřadem v jihočeských Zahrádkách.
Hned dvoje slunečních hodin na jednom místě dostal příležitost navrhnout další sluneční hodinář Pavel Marek. (nejméně 16 realizovaných slunečních hodin). V roce 2004 byly v centru Kladna, na Floriánském náměstí, postaveny dvoje vodorovné sluneční hodiny Jedny malé na kamenné sloupku. Druhé představující dominantu náměstí s kovovým ukazatelem dlouhým 7,77 metrů a číselníkem o rozměru 30 × 20 metrů ukazují čas i v noci a to díky malým reflektorům umístěným v dlažbě u jednotlivých hodin.
Realizace slunečních hodin přesahující běžný rámec svislých slunečních hodin jsou dílem Jindřicha Traugotta. Příkladem jsou sluneční hodiny vytvořené v roce 2011 na Gymnáziu Nový Porg v Praze 4. Noudus v podobě pozlacené laminátové koule o průměru 125 mm ukazuje po celý rok přesně 8:40 - tedy okamžik začátku školního vyučování. Konstrukčně složitější jsou kombinované hodiny stojící od roku 2011 na nádvoří obecního úřadu v Dolních Břežanech. Jsou součásti kašny a ukazují o slunných dnech hodiny stínem polosu. Když slunce nesvítí, či v noci, odměřuje čas laserový paprsek.

### Spolek příznivců slunečních hodin
Tak jako jiné země světa, i Česká republika má spolek sdružující příznivce slunečních hodin - pracovní skupinu Sluneční hodiny v rámci Astronomické společnosti v Hradci Králové. Necelá dvacítka členů se snaží o popularizaci slunečních hodin. Členové skupiny pomáhají jak při údržbě a restaurování historických hodin, tak i pří vzniku nových a to soukromým majitelům hodin, i institucím. Popularizují sluneční hodiny prostřednictvím přednášek, výstav a příspěvků do sdělovacích prostředků. Jsou v kontaktu se spolky přátel slunečních hodin v zahraničí. Dokumentují a katalogizují sluneční hodiny nejen v České republice, ale v celé střední Evropě prostřednictvím Katalogu slunečních hodin.
Nedílnou součástí existence spolku jsou každoroční výpravy za slunečními hodinami. Od roku 2006 vždy na jaře a na podzim se vydávají do jiné části České republiky aby zde po dva dny putovali po stanovištích slunečních hodin, setkávali se s dalšími příznivci slunečních hodin a mnohdy i o hodinách přednášeli pro veřejnost.

### Katalogizace slunečních hodin v České republice
Prvopočátek snahy o zdokumentování stavu a evidenci slunečních hodin v tehdejším Československu lze nalézt v 80. letech dvacátého století na Přírodovědecké fakultě UK v Praze. Mravenčí pílí studentů pod vedením RNDr. Ludvíka Muchy byla tato práce dovršena v roce 1990, nebyla však nikdy publikována. Celkový počet tehdy zdokumentovaných slunečních hodin činil 1202.
Elektronická podoba katalogu slunečních hodin vznikla v devadesátých letech dvacátého století díky iniciativě několika málo milovníků slunečních hodin a od roku 2007 je spravována členy pracovní skupiny Sluneční hodiny v rámci Astronomické společnosti v Hradci Králové. Sluneční hodiny dokumentují a katalog doplňují jak členové pracovní skupiny, tak mnoho dalších milovníků slunečních hodin. Základem databáze pojmenované Katalog slunečních hodin jsou fotografie doplněné o informace a popisy jednotlivých stanovišť.
Výstupem z katalogu se v roce 2004 stala kniha nazvaná Sluneční hodiny na pevných stanovištích - Čechy, Morava, Slezsko a Slovensko obsahující záznamy o 2048 slunečních hodinách.

### Výstavy
- 2002 (říjen) – výstava fotografií Sluneční hodiny z jižních Čech, Hvězdárna a planetárium České Budějovice
- 2005 (květen až září) – výstava s názvem Kouzlo slunečních hodin, Hvězdárna a planetárium v Hradci Králové[35]
- 2011 (září až listopad) – výstava s názvem Sluneční hodiny, Oblastní muzeum v Lounech[36]

## Zajímavosti a rekordy

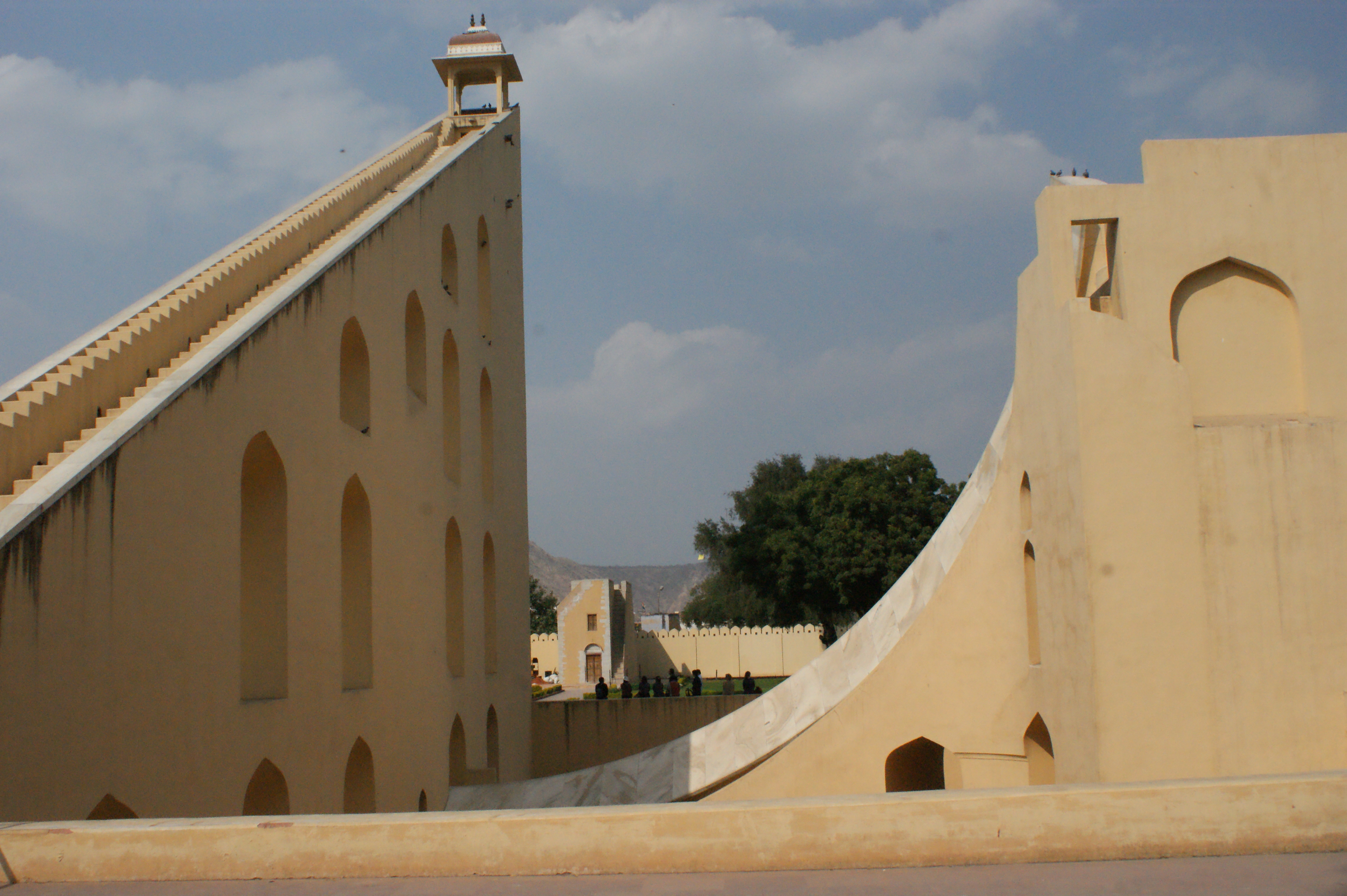
Sluneční hodiny Samrat Yantra v Džajpuru

Největší sluneční hodiny zvané Samrat Yantra jsou součástí královské astronomické observatoře Džantar mantar v indickém Džajpuru. Byly postaveny v roce 1728. Jejich ukazatelem je zděná trojúhelníkovitá stavba se schodištěm, vysoká přes 27 m, po jeho stranách jsou symetricky postaveny dva obloukovité číselníky (pro zobrazení dopoledního a odpoledního času), na které dopadá hrana stínu od ukazatele. Měřítko číselníku udává čas s relativní přesností 2 s. Kalendářní údaje je možné odečítat (namísto stínu nodu na číselníku) podle místa, ze kterého z hrany ukazatele (opatřené též měřítkem) dopadá stín právě na hranu číselníku.
Jako největší české sluneční hodiny byly Agenturou Dobrý den ověřeny hodiny v Bezvěrově. Nevznikly však jako jednotná stavba - jedná se pouze o ciferník redukovaný na 5 ukazatelů značících dosažení celé hodiny (od desáté dopolední do druhé odpolední hodiny) vybavených 3 metry vysokými římskými číslicemi; jako gnómon využívá jinou stavbu - krašovský vysílač. Ten se tak se svými bezmála 350 metry stal nejvyšším gnómonem na světě. Vzdálenost ukazatelů hodin od vysílače se pohybuje od 200 do 260 metrů. Přesnost určení času je však (s výjimkou času dosažení celých hodin) vzhledem k nedokonalému ukazateli srovnatelná s malými slunečními hodinami, kalendářní údaje z délky stínu gnómonu nejsou vůbec schopny poskytnout.
Největší sluneční hodiny v České republice a jedny z největších (ne-li největší) v Evropě, vybudované přitom jako jednotná stavba, vznikly v Třešti v roce 2003. Na náměstí T. G. Masaryka zabírají plochu o velikosti 663 m² a jejich ukazatel má výšku 8,21 metru. Při změně času dochází k výměně číslic u hodinových čar.
Nejvýše položené sluneční hodiny v České republice lze nalézt ve výšce 1038 metrů nad mořem na Kleti, nejvyšším vrcholu Blanského lesa. Zde, nedaleko hvězdárny, stojí od roku 1974.

## Jak zkonstruovat sluneční hodiny

### Volba ciferníku

Animace všech ciferníků upotřebitelných v ČR. Vodorovné a rovníkové ciferníky jsou symetrické podle osy či středu, ale svislé ciferníky mohou být různě deformované podle toho, jak je ukloněna jižní stěna k východu či západu.

### Nastavení polu pomocí olovnice a hodinek

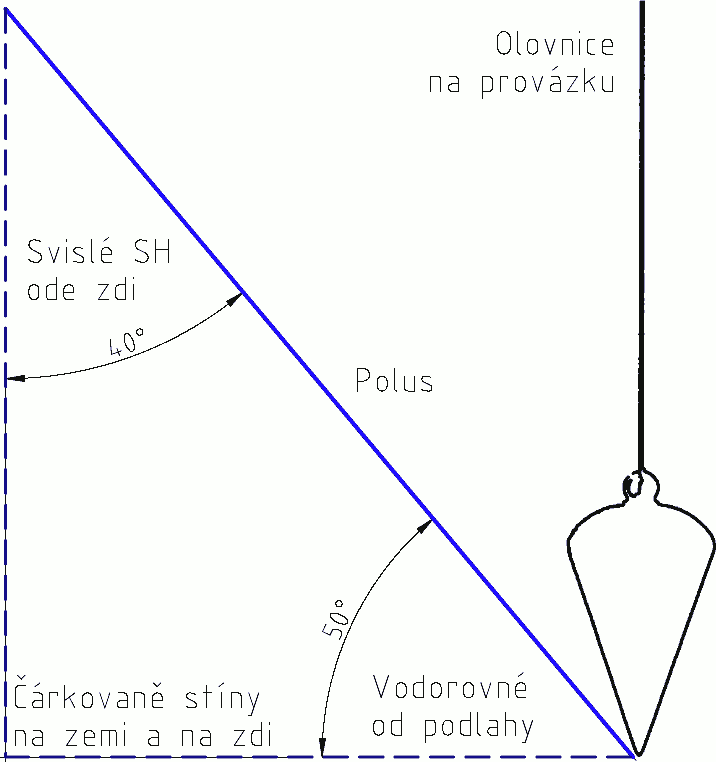
V pravé poledne lze nastavit polus slunečních hodin pomocí olovnice a úhloměru. V ČR nastavíme polus tak, aby byl 40° od stěny, popř. 50° od podlahy, přičemž úhelník i polus musí oba ležet ve stínu, který vrhá olovnice

Aby hodiny celoročně ukazovaly správný čas, je třeba nastavit polus tak, aby ukazoval na hvězdu Polárku. V domácích podmínkách je toto nastavení snadné pomocí olovnice a hodinek.
V pravé poledne olovnice vrhá stín, který směřuje přesně na sever. V rovině tohoto stínu leží i správně nastavený polus. Úhloměrem jen zkontrolujeme správný úhel. Svislé hodiny mají v ČR polus ukloněný 40° od svislice. Vodorovné hodiny mají ukloněný polus 50° (o místní deklinaci) od země.